# 卡珀迪斯特利亞電台
卡珀迪斯特利亞電台（意大利語：Radio Capodistria）是斯洛文尼亞廣播電視台一條以該國西南部沿海城市科佩爾為總部的地區性意大利語電台頻道，為科佩爾電台的姐妹頻道。這條頻道的原本目標受眾和服務對象是居住於斯洛文尼亞以及克羅地亞的意大利人，但後來在意大利東北部邊境地區也擁有一定程度的收聽率。